# Voldtægt af mænd
Voldtægt af mænd er en fællesbetegnelse for alle typer voldtægt med et mandligt offer. Voldtægt af mænd udgør en minoritet i den overordnede voldtægtsstatistik: Et engelsk studie fandt i 1999 at 3% af de adspurgte mænd havde oplevet ikke-konsensuel sex som voksne, 5% havde oplevet ikke-konsensuel sex som børn (her defineret som under 16 år gamle), og 8% oplevede konsensuel sex som børn. I de fleste lande eksisterer der, ligesom det er tilfældet ved voldtægter af kvinder, et stort mørketal for voldtægter af mænd, og det vides ikke hvor udbredt problemet er.

## Generelle syn
Generelt forstås "voldtægt" implicit at være en forbrydelse specifikt rettet mod kvinder, og historisk set har de fleste voldtægtsparagraffer eksplicit defineret voldtægt som foregående mellem mandlig gerningsperson og kvindeligt offer. I de senere år er en del tilfælde af voldtægt med mandligt offer dog blevet genstand for offentlig debat. Voldtægt af mænd er generelt voldsomt tabuiseret, både blandt heteroseksuelle og homoseksuelle mænd.
Oftest forsøger mandlige ofre, i lighed med kvindelige, at skjule og benægte deres offergørelse, medmindre de pådrog sig alvorlige fysiske skader. Ofrene kan således ofte være meget vage hvis de skal forklare deres skader til eksempelvis sundhedspersonale på en skadestue. Særligt i samfund med en stærkt maskulin tradition, kan det være svært for et mandligt offer, hetero- eller homoseksuelt, at anmelde et seksuelt overgreb, idet de ofte mangler en platform, og frygter at andre vil betvivle deres seksuelle orientering og betragte dem som homoseksuelle.

## Forskning og statistik
Forskning i voldtægt af mænd dukkede først frem som et forskningsfelt for mindre end 30 år siden, og har hovedsageligt fokuseret på drengebørn. Studier af seksuelle overgreb i fængsler, med særligt fokus på hvilke konsekvenser denne type voldtægt havde, kom frem i USA i starten af 1980'erne.
Siden årtusindeskiftet er der kommet fornyet fokus fra flere sider på forskellige former for seksuel vold mod mænd. Det amerikanske Centers for Disease Control havde i deres National Intimate Partner and Sexual Violence Survey en kategori af seksuel vold, der blev benævnt "being made to penetrate" ("være tvunget til at penetrere"), som omfatter situationer hvor ofre ved fysisk vold eller tvang, pga. beruselse eller af anden grund, blev tvunget til at penetrere en anden person. CDC fandt i den forbindelse frem til at 1,267 millioner amerikanske mænd rapporterede om at de var blevet "tvunget til at penetrere" en anden person i de forgangne 12 måneder, sammenlignet med 1,270 millioner kvinder, der rapporterede at være blevet voldtaget i den samme tidsperiode. Definitionerne på "voldtægt" og "tvunget til at penetrere" blev i studiet formuleret i næsten identisk sprog.

### Mænds voldtægt af mænd
Mænds voldtægt af mænd er generelt et ekstremt stigmatiseret emne, og generelt anmeldes mindre end 1 ud af 10 af denne type voldtægt. Set som en gruppe har mandlige voldtægtsofre meldt om en generel mangel på steder at søge støtte, og juridiske systemer er ligeledes ofte dårligt udstyrede til at håndtere denne type kriminalitet.
Mænds voldtægt af mænd ses ofte i krigssituationer, og er eksempelvis blevet set i den syriske borgerkrig, hvor mandlige krigsfanger eksempelvis nogle steder i landet er blevet tvunget til at voldtage andre mandlige krigsfanger..

### Kvinders voldtægt af mænd
Kvinders voldtægt af mænd er overordnet et underudforsket emne sammenlignet med andre typer seksuel vold.

Statistikker om udbredelsen af seksuel vold begået af kvinder mod mænd varierer. Et studie fra 2010 af det amerikanske Centers for Disease Control and Prevention fandt at 93,3% af mandlige voldtægtsofre kun meldte om mandlige gerningspersoner. 1 ud af 21 (dvs. 4,8%) af mændene meldte at de var blevet "tvunget til at penetrere". Undersøgelsen fandt også at mandlige voldtægtsofre kun rapporterede om kvindelige gerningspersoner i tilfælde hvor de var blevet tvunget til at penetrere (79,2%), ved seksuel tvang (83,6%) og uønsket seksuel kontakt (53,1%). Et studie fra 2008 af 98 mænd, interviewet i det amerikanske National Crime Victimization Survey, fandt at i næsten halvdelen (46%) af de tilfælde, hvor mænd anmeldte en form for seksuel diskriminering  var gerningspersonen en kvinde.
I 2000 blev udgivet en meta-analyse af 40 studier, der havde undersøgt mænd og kvinders selvrapportering om oplevelser af at udøve seksuel tvang. Blandt kriterierne for at have udøvet seksuel tvang var verbalt pres, uønsket seksuel kontakt, beruselse, trusler, afpresning og fysisk tvang. Ud af de 40 studier havde 2 studier (Anderson P.B 1996, 1998) meldt om kvinders brug af aggressive tvangstaktikker mod mænd for sex. To andre studier (Struckman-Johnson,C.1988. 1994) fandt mænd, der blev udsat for psykologisk pres og tvunget til seksuelle oplevelser. Et andet studie (Hannon R., Kuntz,T.,VanLaar, S.&Williams,J.1996) fandt at 20,4% af kvinder og 10,5% af mænd rapporterede om at de havde oplevet at være blevet udsat for seksuel tvang, 23,4% af kvinder og 10,5% af mænd rapporterede at de var blevet voldtaget, mens 6,6% af kvinder og 10,5% af mænd rapporterede om at de havde været udsat for voldtægtsforsøg. Struckman Johnson (1991) fandt herudover at størstedelen af kvindelige tvangsovergreb på mænd involverede psykologisk pres. Samlet set indikerede studierne at begge køn oplevede en form for seksuel tvang imod dem, hvor mænd oftere oplevede tvangstaktikker såsom psykologisk pres, vrede mod dem hvis de afslog (Rouse L.P 1988), fysisk forulempelse, og, mindre ofte, fysisk vold.
Retssystemets behandling af kvinders voldtægt af mænd er tit blevet beskyldt for dobbeltmoral, og medier har rapporteret om flere historier hvor mandlige voldtægtsofre er blevet tvunget til at betale underholdningsbidrag efter kvinden, der voldtog dem, blev gravid ved voldtægten.
En kategori, der normalt betragtes separat fra andre former for kvinders voldtægt af mænd, er kvindelige skolelærere, der har sex med deres mindreårige elever. Denne form for sex med mindreårige betragtes derfor i de fleste lande som voldtægt, uanset om det seksuelle samkvem var konsensuelt eller ej.

### Film
- Det mand ikke taler om / Out of Bounds (2014), kortfilm om voldtægt af mænd, Andrias Høgenni